# Балаклавский морской бой
Балаклавский морской бой 23 июня (4 июля) 1773 года — морское сражение отряда российских кораблей (2 16-пушечных корабля «Таганрог» и «Корон») под командованием капитана 2 ранга И. Г. Кинсбергена с превосходящим отрядом турецких кораблей (3 фрегата, шебека, 168 орудий) в ходе русско-турецкой войны 1769—1774 годов. Завершилось победой российских моряков.

## Ход боя

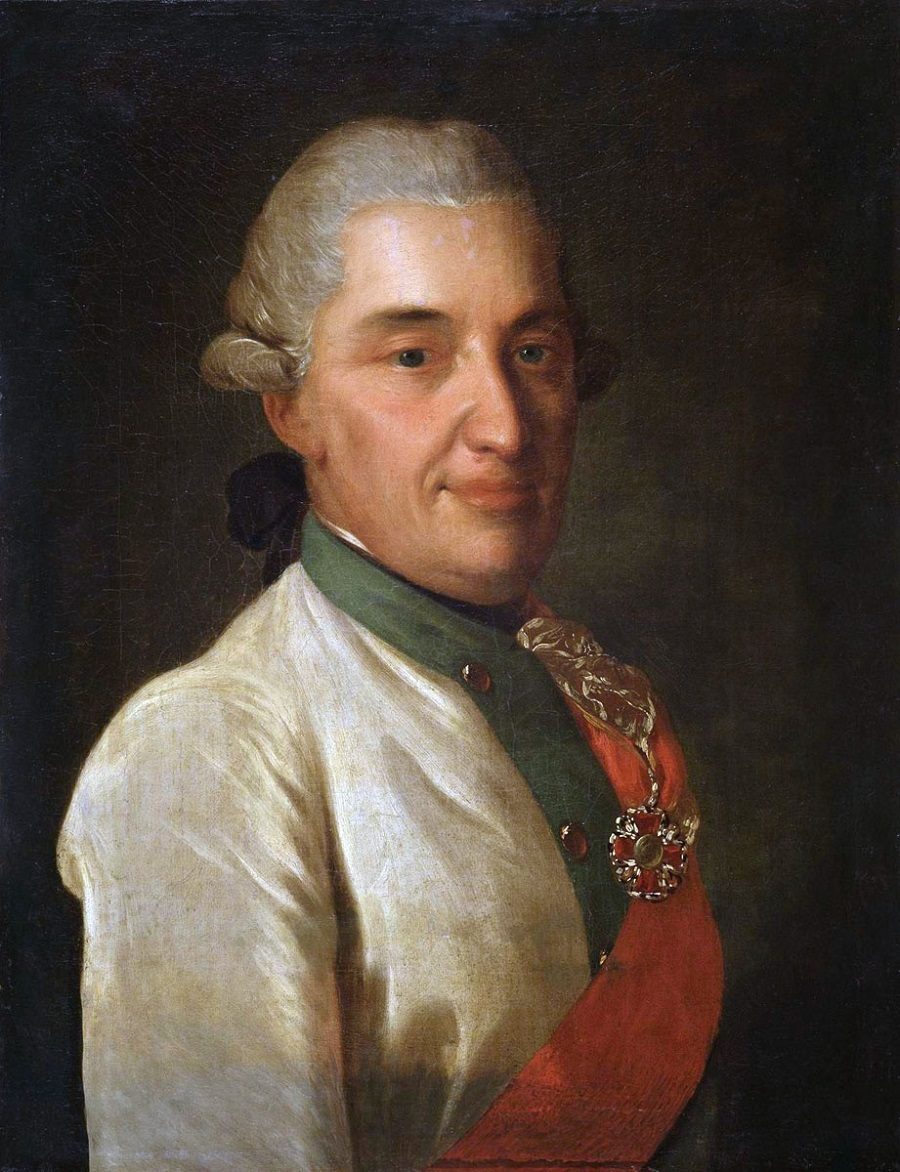
Портрет адмирала А. Н. Сенявина кисти Ф. С. Рокотова

В кампании 1773 года русская Донская флотилия под командованием вице-адмирала А. Н. Сенявина выполняла задачу по пресечению и отражению попыток османского флота высаживать десанты на побережье Крыма, Таманского полуострова и проникать в Азовское море. В начале лета 1773 года отряд Донской флотилии капитана 2 ранга И. Г. Кинсбергена в составе двух 16-пушечных «новоизобретенных» (плоскодонных) кораблей «Корон» и «Таганрог» (командиры кораблей капитан-лейтенант И. Басов и лейтенант А. М. Колычев, экипаж обоих кораблей — 150 человек) исправлял мелкие повреждения на рейде Балаклавы. 21 июня с казачьих форпостов были получены сведения о приближении к берегам Крыма большого неприятельского судна. Срочно завершив наиболее необходимые работы, 22 июня Кинсберген вывел свой отряд в Чёрное море на перехват. Из-за нехватки экипажей, в их состав были включены местные греки, в том числе и ранее служившие в турецком флоте. Флаг командира отряда был поднят на «Таганроге».
23 июня в 6 часов утра с корабля «Корон» впереди было замечено судно. При сближении с ним были обнаружены ещё 3 корабля. Позже выяснилось, что это были два 54-пушечных турецких фрегата, один 36-пушечный фрегат и 24-пушечная шебека с десантом. Несмотря на подавляющее превосходство противника в артиллерии (32 русские пушки против 168 турецких орудий), командир русского отряда не уклонился от боя и продолжал сближение с неприятелем.
В 12 часов турецкий флагманский фрегат открыл огонь по «Таганрогу», затем к нему присоединились остальные три турецких корабля. «Таганрог» отвечал им частыми и точными залпами. Из-за неблагоприятного ветра «Корон» смог вступить в бой только через час. Бой продолжался по разным данным 5-6 часов (с перерывом для перестроений из-за изменения ветра). Ружейными залпами экипаж «Корона» отбил попытку турок пойти на абордаж, а умелым маневрированием была сорвана попытка охвата кораблями неприятеля. Кораблям противника были нанесены многочисленные повреждения такелажа и пробоины в бортах, у шебеки был сбит бушприт, сбито несколько рей, на турецком флагманском фрегате в разгар боя возник сильный пожар и корабль был вынужден выйти из боя, на палубах кораблей наблюдалось много убитых и раненых. На одном из турецких кораблей был так сильно разбит борт, что при повороте несколько орудий вывалились в море. Не выдержав русского огня, турецкий отряд вынужден был прекратить бой и уйти. Кинсберген предпринял попытку преследовать неприятеля, но встречный тихий ветер не позволил ему это сделать.
Ожидая вторичного появления турецких кораблей, «Корон» и «Таганрог» всю ночь пролежали в дрейфе. На следующий день русский отряд крейсировал вдоль побережья, но турки более не появились. 25 июня русские корабли вернулись в Балаклавскую бухту.

## Потери и итоги

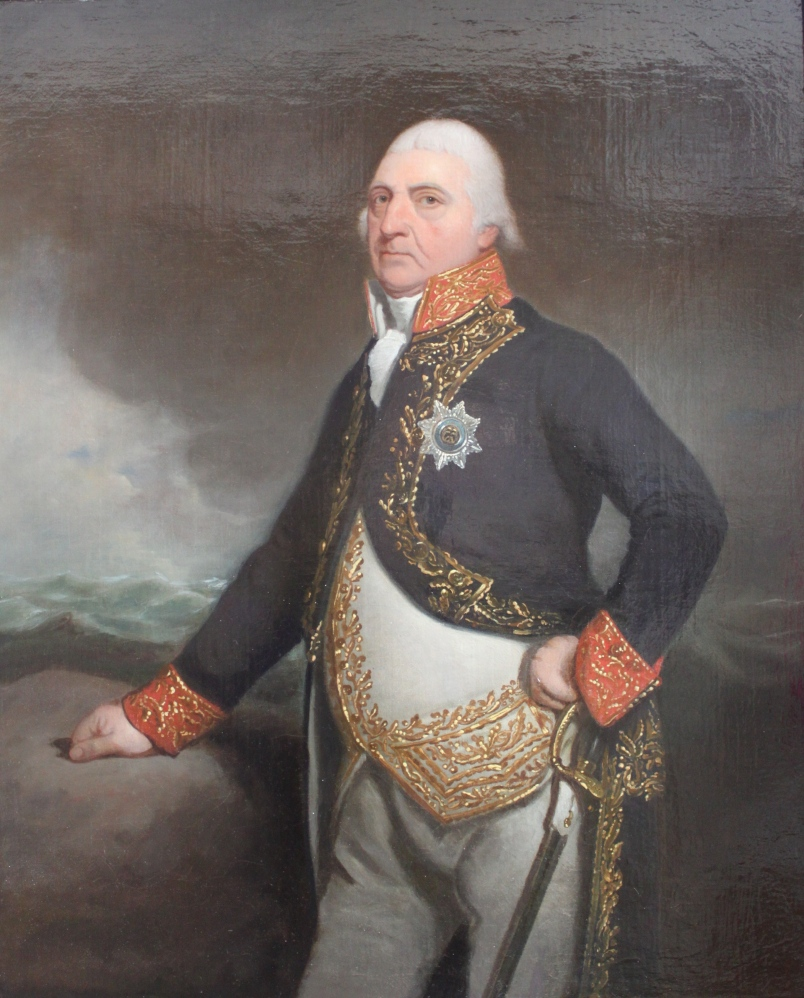
Ян-Генрих Кинсберген, портрет кисти Чарльза Ховарда Ходжеса, предположительно 1792 год. К тому моменту имел чин адмирала

Балаклавский бой стал первым сражением и первой победой парусного русского флота в морском сражении на Чёрном море.
На «Таганроге» были убиты 1 офицер и 3 матроса, 20 человек получили ранения. На корабле «Корон» — 1 матрос убит и 7 ранены. «Таганрог» произвёл 320 выстрелов, а «Корон» — 240. На «Таганроге» разорвало 1 орудие и 1 орудие было выведено из строя прямым попаданием. Имели место многочисленные попадания в мачты, стеньги и такелаж. Потери турок в людях не известны.
Отмечая исключительную отвагу и стойкость матросов, Кингсберген писал в Адмиралтейств-коллегию графу И. Г. Чернышеву:

Справедливость требует от меня достойного засвидетельствования о мужественной храбрости гг. командовавших означенными кораблями и прочих бывших под командою их обер-офицеров, которые, будучи первый раз в действительном огне не только не мало не устрашились, но ещё примером своего усердия и расторопностью возбуждали своих подчиненных к отважному всех неприятельских нападений отражению…Честь этого боя следует приписать храбрости войск; с такими молодцами… я выгнал бы и черта из ада.— Цитируется по:Лебедев А. А. У истоков Черноморского флота России. Азовская флотилия Екатерины II в борьбе за Крым и в создании Черноморского флота (1768—1783 гг.). — СПб—М.: «Гангут», 2011. — ISBN 978-5-904180-22-5.
За эту победу И. Г. Кинсберген был награждён орденом Святого Георгия 4-й степени указом от 30 июля 1773 года.